# Guamaggiore
Guamaggiore település Olaszországban, Szardínia régióban, Cagliari megyében. Lakosainak száma 904 fő (2023. január 1.). Guamaggiore Guasila, Selegas, Gesico és Ortacesus községekkel határos.

## Népesség
A település lakossága az elmúlt években az alábbi módon változott:
| Lakosok száma | 988  | 999  | 904  |
|               | 2017 | 2018 | 2023 |